# Josef Novotny
Josef Novotny (* 22. Februar 1963 in Meggenhofen/Oberösterreich) ist ein österreichischer Komponist und Musiker auf dem Gebiet des Jazz und der Neuen Musik.

## Leben
Josef Novotny besuchte in den Jahren von 1978 bis 1983 das Linzer Musikgymnasium. Während dieser Zeit studierte er am Bruckner-Konservatorium Orgel bei August Humer und Jazz bei Adelhard Roidinger. Von 1984 bis 1993 war er an der Musikhochschule Wien Orgelschüler von Peter Planyavsky und Kompositionsschüler von Erich Urbanner.
Er arbeitet mit Musikern wie Elfi Aichinger, Burkhard Stangl, Jonathan Bepler, dem Ensemble Wien 2001, Elisabeth Harnik, Joanna Lewis, Achim Tang, Patrice Héral, Peter Herbert, Lol Coxhill, John Russell, David Tronzo, Gerry Hemingway, Tony Buck, Julia Fischer oder  Jonas Hellborg zusammen. Er trat bei Festivals in Europa, den USA, Asien und Australien auf.
Novotny ist u. a. Mitglied des Quintetts von Max Nagl, der Gruppe antasten (mit Hannes Löschel und Thomas Lehn) und eines Quartetts mit Katharina Klement, Martin Zrost und Paul Skrepek. Er tritt als Pianist und Organist auf, spielt Synthesizer, arbeitet auch mit Liveelektronik und besorgte für viele Aufnahmen das Mastering und Remix.

## Auszeichnungen
- 1989: Kulturpreis für Komposition der Oberösterreichischen Landesregierung[2]
- 1993: Kompositionsförderung des Bundeskanzleramtes Österreich für Kunst und Kultur[2]
- 1994: Würdigungspreis des Bundesministeriums für Wissenschaft und Forschung[2]
- 1997: Kompositionsförderung des Bundeskanzleramtes Österreich für Kunst und Kultur[2]
- 2006: Anerkennungspreis Prix Ars Electronica[2]

## Werke
- Karl 81 – für Blockflöte, Orgel und Computer (1986)[3]
- Der Aspirant – für Flöte und Orgel (1986)[3]
- Ein Sommernachtstraum – Elektroakustische Bühnenmusik nach Texten von William Shakespeare (1987)[3]
- Transpirationen – für Saxophonquartett (1988)[3]
- Crossfades – für Streichorchester und Live-Elektronik (1989–1990)[3]
- Duo für Violoncello und Kontrabass (1992)[3]
- Einwände ohne Nachspiel – für Altsaxophon und Streichquintett (1992/1993)[3]
- Sonido del fuego – für Orchester (1992/1993)[3]
- Casanovo – für Klavier und Tonband (1993)[3]
- Novosibirsk – Für präpariertes Klavier (1993)[3]
- Manöverboard – für geteilten Chor und Zuspielband nach Texten von Thomas Klinger (1993)[3]
- Ach wie flüchtig, ach wie richtig – Solo für Klavier und Elektronik (1994–1996)[3]
- Albumblatt für E. – Solo für Klavier und Elektronik (1994–1996)[3]
- Eck Peking – Solo für Stimme, Klavier und Elektronik (1994–1996)[3]
- Schmücke dich, Arnold – Quotations from Johannes Brahms, „Schmücke dich, o liebe Seele“ and Arnold Schönberg, op. 19/III ()[3]
- Draht – Solo für Klavier und Elektronik (1994–1996)[3]
- Captain Alois Hába Cook – Solo für Stimme, Klavier und Elektronik (1994–1996) ()[3]
- Casamono – Solo für Klavier und Elektronik (1994–1996)[3]
- Friedensrichter – Solo für Klavier und Elektronik (1994–1996)[3]
- Der Schrei – Solo für Klavier und Elektronik (1994–1996)[3]
- Enthemd – Solo für Klavier und Elektronik (1994–1996)[3]
- Use it or lose it – Duo für Gitarre und Klavier mit Elektronik in Zusammenarbeit mit Burkhard Stangl (1994–1996)[3]
- klement/novotny 1-8 – Quartett für Zither, Klavier, Clavichord und Elektronik in Zusammenarbeit mit Katharina Klement (1998)[3]
- Rooming 2 – Ensemble-Improvisation mit Chuang Se-Lien und Andreas Weixler (1998)[3]
- Linzer Sinfonie – Bearbeitung, Remix (W.A. Mozart) (2007)[3]

## Diskografie
- Manöverboard – Soloalbum (1996)[2]
- Duos plus... – in Zusammenarbeit mit Joanna Lewis, Katharina Klement, Burkhard Stangl und Max Nagl (1998)[2]
- Das Eigene, GrabenFestTage ’98 – in Zusammenarbeit mit Thomas Lehn, Christof Kurzmann, Boris Hauf und Bertl Mütter (1999)[2]
- Linzer Sinfonie / Mozart-Remix – in Zusammenarbeit mit August Humer (2006)[2]